# D.F.C. in het seizoen 1969/70
Het seizoen 1969/1970 was het 16e jaar in het bestaan van de Dordtse betaaldvoetbalclub D.F.C.. De club kwam uit in de Eerste divisie en eindigde daarin op de 15e plaats. Tevens deed de club mee aan het toernooi om de KNVB beker, hierin werd in de eerste ronde verloren van De Graafschap (0–1).

## Wedstrijdstatistieken

### Eerste divisie
|       | Blauw-Wit | FC Den Bosch '67 | SC Cambuur | Elinkwijk | Excelsior | Fortuna | Fortuna SC | De Graafschap | Helmond Sport | Heracles | HVC   | RCH   | Veendam | Vitesse | Volendam | De Volewijckers | Willem II |
| ----- | --------- | ---------------- | ---------- | --------- | --------- | ------- | ---------- | ------------- | ------------- | -------- | ----- | ----- | ------- | ------- | -------- | --------------- | --------- |
| Thuis | 1 – 1     | 1 – 1            | 1 – 1      | 1 – 2     | 3 – 3     | 2 – 1   | 2 – 0      | 1 – 3         | 0 – 0         | 1 – 1    | 1 – 0 | 4 – 1 | 3 – 2   | 0 – 1   | 2 – 2    | 1 – 1           | 0 – 2     |
| Uit   | 0 – 0     | 0 – 0            | 4 – 2      | 3 – 1     | 3 – 0     | 1 – 0   | 1 – 1      | 1 – 2         | 1 – 0         | 1 – 0    | 1 – 0 | 2 – 0 | 0 – 0   | 2 – 1   | 1 – 0    | 1 – 3           | 1 – 2     |

### KNVB beker
| 1e ronde                                         | De Graafschap     | 1 – 0 (0 – 0) | D.F.C. |
| 19 oktober 1969 Plaats: Doetinchem De Vijverberg | Franz Möllers 47' |               |        |

## Statistieken D.F.C. 1969/1970

### Eindstand D.F.C. in de Nederlandse Eerste divisie 1969 / 1970
| Stand | Gespeeld | Gewonnen | Gelijk | Verloren | Punten | Doelpunten voor | Doelpunten tegen |
| ----- | -------- | -------- | ------ | -------- | ------ | --------------- | ---------------- |
| 15e   | 34       | 8        | 12     | 14       | 28     | 36              | 45               |

### Topscorers
| #                 | Naam               | Goal |
| ----------------- | ------------------ | ---- |
| 1.                | Chris Bouman       | 11   |
| 2.                | Gerrie Kattestaart | 8    |
| 3.                | Frans Struis       | 4    |
| 3.                | Ad Vermolen        | 4    |
| 5.                | Ton Kemper         | 3    |
| 6.                | Gerard Bouwer      | 2    |
| 6.                | Frans Bouwmeester  | 2    |
| 8.                | Co Onsman          | 1    |
| Onbekend doelpunt |                    |      |
| –                 | Onbekend           | 1    |
| Totaal            | Totaal             | 36   |

| #      | Naam        | Goal |
| ------ | ----------- | ---- |
| –      | Geen speler | 0    |
| Totaal | Totaal      | 0    |

## Voetnoten
Blauw-Wit ·
FC Den Bosch '67 ·
Cambuur ·
D.F.C. ·
Elinkwijk ·
Excelsior ·
Fortuna SC ·
Fortuna ·
De Graafschap ·
Helmond Sport ·
Heracles ·
HVC ·
RCH ·
Veendam ·
Vitesse ·
Volendam ·
De Volewijckers ·
Willem II